# Marek Frąckowiak
Marek Antoni Frąckowiak (ur. 16 sierpnia 1950 w Łodzi, zm. 6 listopada 2017 w Warszawie) – polski aktor teatralny, filmowy i dubbingowy.

## Życiorys
Absolwent Wydziału Aktorskiego łódzkiej PWSFTviT (1974). Zadebiutował w filmie Zabijcie czarną owcę w reżyserii Jerzego Passendorfera (nagroda filmowa w San Sebastián 1972).
Ważniejsze role zagrał w filmach: Niespotykanie spokojny człowiek, Między ustami a brzegiem pucharu, Anatomia miłości, Pójdziesz ponad sadem, Alternatywy 4, Azyl, C.K. Dezerterzy, Przyłbice i kaptury, Polskie drogi, 07 zgłoś się, Crimen, Kuchnia polska, Dom, Psy, Młode Wilki, Ogniem i mieczem, Miodowe lata, Samo Życie, Gliny, Plebania, Kryminalni, Mrok, Dylematu 5, Pitbull, Ekipa, Teraz albo nigdy!, Ranczo, Popiełuszko. Wolność jest w nas, Klub szalonych dziewic, Wygrany – łącznie ponad sto ról filmowych. Zagrał główną rolę w czechosłowackim filmie pt. Gra ciałem.
Adaptował na scenę i wyreżyserował Grażynę Adama Mickiewicza. Premiera odbyła się 18 kwietnia 1993 na scenie Teatru Adekwatnego w Warszawie. Według stanu na styczeń 2016 jest to jedyna adaptacja teatralna tego utworu w Polsce.
Założyciel i Prezes Fundacji Przyjaciół Sztuk Aurea Porta, zajmującej się m.in. promocją twórczości muzycznej, dramaturgicznej i graficznej Bogusława Schaeffera. Felietonista i karykaturzysta w czasopismach „Gentleman”, „WIK”, „VIP”.
W 2010 i 2014 bez powodzenia kandydował do sejmiku mazowieckiego z listy Platformy Obywatelskiej.
Od 2013 chorował na nowotwór kręgosłupa. Zmarł 6 listopada 2017 w wyniku choroby nowotworowej. Został pożegnany 14 listopada podczas mszy świętej w kościele pw. św. Elżbiety w Powsinie, a następnie pochowany w Podkowie Leśnej pod Warszawą.
Był mężem plastyczki Barbary Frąckowiak, następnie aktorki Ewy Złotowskiej.

## Teatr
- Teatr Nowy w Warszawie (1974–1977)
- Teatr Współczesny w Warszawie (1977–1981)
- Teatr Na Woli (1985–1987)
- Teatr Rozmaitości (1987–1990)
- Teatr Adekwatny (od 1993)
- Teatr Rampa (od 1999)

## Filmografia
- 2018: Kamerdyner – żandarm pruski
- 2017: Pod wspólnym niebem – Kapulheim
- 2015: Żyć nie umierać(inne języki) – ojciec Bartka
- 2013: W ukryciu – pan Wiktor
- 2013–2014: To nie koniec świata – Stanisław, ojciec Ulki
- 2011–2013: Galeria – Hubert Dworzak
- 2011: Szpilki na Giewoncie – Karol Wieczorek, mąż Zosi
- 2010: Klub szalonych dziewic – Ryszard Słomka, ojciec Karoliny
- 2009: Popiełuszko. Wolność jest w nas – ks. Teofil Boguski
- 2008–2009, 2014: Czas honoru – pułkownik Orlicki
- 2008: Teraz albo nigdy! – Zdzisio Marciniak
- 2007: Ekipa – Jan Matajewicz
- 2004–2006: Pierwsza miłość – piłkarz, policjant biorący udział w akcji rozbicia gangu handlarzy narkotyków
- 2005–2010: Plebania – Henryk Leszczyński
- 2003: Szycie na gorąco – Kazimierz Noblewski
- 2003: Glina – sierżant Kazimierz Grzelak (odc. 4 i 5)
- 2002–2006: Samo życie – chorąży Jerzy Augustynek, ojciec Agnieszki
- 2000: Ogniem i mieczem – wachmistrz na weselu ukraińskim / kozak
- 2000–2001: Miasteczko – wiceprezydent Zagórzyna
- 1999: Tygrysy Europy – hydraulik
- 1999: O zabawkach dla dzieci – Pigu
- 1999: Jak Gyom został starszym panem – policjant
- 1999: O największej kłótni – Aho
- 1997: Linia opóźniająca – policjant
- 1996: Matka swojej matki – podchmielony facet w kawiarni
- 1996: Dom – kierowca ciężarówki Edek, zmiennik Henia Lermaszewskiego (odc. 14, 15 i 16)
- 1995: Młode wilki – Rybczyński, właściciel sklepu
- 1994: Zawrócony – milicjant w sali ze zdjęciami
- 1992: Felix Dzierżyński ląduje w Warszawie
- 1992: Psy – Kazek
- 1991: Maria Curie (Marie Curie, une femme honorable) – fotoreporter
- 1991: Skarga
- 1990: Zabić na końcu – strajkujący robotnik – strażnik
- 1990: Armelle
- 1990: Kapitan Conrad
- 1989: Virtuti
- 1989: Po upadku. Sceny z życia nomenklatury
- 1988: Chichot Pana Boga – skazaniec
- 1988: Dotknięci – dziekan Leon
- 1988: Crimen – Pamiętowski (odc. 1 i 3)
- 1988: Alchemik Sendivius – Korwin
- 1988: Pamięć i legenda – pułkownik
- 1988: Rodzina Kanderów
- 1987: Ballada o Januszku – Bełtowicz, robotnik pożyczający od Janusza pieniądze
- 1987: Wielki Wóz – oficer
- 1987: Między ustami a brzegiem pucharu – Adam Głębocki
- 1987: Cesarskie cięcie – ksiądz
- 1987: Misja specjalna – kierowca
- 1986: Zmiennicy – dozorca Wrzesień (odc. 10 i 11)
- 1986: Epizod Berlin–West – Krzysztoń
- 1986: Wcześnie urodzony – elektryk
- 1986: Kołysanka (A Lullaby, The Lullabye) – cekaemista
- 1986: Prywatne śledztwo – doktor
- 1985: Przyłbice i kaptury – Jaksa z Wolborza
- 1985: C.K. Dezerterzy – Bernstein
- 1985: Sam pośród swoich – kapitan Lenczak
- 1985: Kacperek – maszynista
- 1985: Obcy w domu – Jan
- 1985: Tate
- 1985: Dłużnicy śmierci – Siarka
- 1984: Rycerze i rabusie – Aleksander Dydyński
- 1984: Lato leśnych ludzi
- 1983: Lata dwudzieste... lata trzydzieste... – mężczyzna rozmawiający z dyrektorami kabaretów w kawiarni
- 1983: Nadzór – tajniak aresztujący Klarę
- 1983: Ostrze na ostrze – Aleksander Dydyński
- 1983: Alternatywy 4 – Heniek (odc. 1-4)
- 1982–1986: Blisko, coraz bliżej – powstaniec
- 1980: Krach Operacji Terror (Krakh operatsii Terror) – Janek
- 1979: Gra ciałem – Peter Neuman
- 1979: W słońcu i w deszczu – Franek
- 1978: Azyl – Bogdan Piotrowski
- 1978: Co mi zrobisz, jak mnie złapiesz – lekarz
- 1977: Rebus – Marek
- 1976: Polskie drogi – Marek
- 1976: Koncert pre pozostalých
- 1976: Złota kaczka
- 1976: Mgła – Krasny
- 1975: Niespotykanie spokojny człowiek – Tadek, syn Włodków
- 1975: Moja wojna, moja miłość – żołnierz na furmance
- 1974: Urodziny Matyldy – Jarząbek, chłopak Basi
- 1974: Pójdziesz ponad sadem
- 1972: Opis obyczajów – Michał
- 1972: Anatomia miłości – student Andrzej
- 1971: Zabijcie czarną owcę – Tymon

### Gościnnie
- 2015: Blondynka – działacz (odc. 41)
- 2015: Komisarz Alex – Piotr Brok (odc. 89)
- 2012, 2014: Prawo Agaty – sędzia Socha (odc. 20, 64, 74)
- 2013: Piąty Stadion – prezes Milanu Milanówek (odc. 73)
- 2011: Układ warszawski – policjant (odc. 9)
- 2011: Hotel 52 – profesor Ciszewski (odc. 41 i 51)
- 2009: Ranczo – Zdrapek, gangster (odc. 47)
- 2008: Trzeci oficer – aktor Toni Babinicz (odc. 7)
- 2008, 2015: Ojciec Mateusz – Siwakowski, właściciel papierni (odc. 1); Zbyszek, przyjaciel Zdzisława Wolskiego (odc. 161)
- 2007: Pitbull – komendant z Żytniej (odc. 14 i 15)
- 2006: U fryzjera – pan Henio
- 2006: Kryminalni – Wincenty Miarka, ojciec Szymona (odc. 47)
- 2005: Boża podszewka II
- 2005: Egzamin z życia – dyrektor fabryki, szef Jerzego
- 2004–2006: Pensjonat pod Różą – Roman Borowik, ojciec Hani
- 2004: Dziupla Cezara – inspektor Ryszard Majchrzak
- 2004: Camera Café – komisarz Arkadiusz Mocny
- 2002–2003: Psie serce – mężczyzna w parku / sąsiad
- 2001: Marszałek Piłsudski – oficer w sztabie XII Armii Czerwonej
- 2000: Na dobre i na złe – Władysław Dębski, były mąż siostry Danuty
- 1999: Policjanci – ojciec Marcina
- 1999: Miodowe lata – gangster (odc. 18)
- 1997–2006: Klan – Bulas, chętny na zamianę mieszkania z Rysiem i Grażynką
- 1994–1995: Fitness Club – policjant Zygmunt Buła
- 1993: Kuchnia polska – strajkujący robotnik (odc. 5)
- 1992: Żegnaj, Rockefeller – Dzięcioł, człowiek Namolnego
- 1989: Modrzejewska – naczelnik więzienia
- 1988–1991: Pogranicze w ogniu – Barnaba, znajomy Madeja
- 1988–1991: W labiryncie – lekarz / bandyta napadający na panią Bożenkę
- 1987: 07 zgłoś się – Krzysztof Kozioł „Literat”, człowiek „Złocistego” w odc. 20
- 1987: Dorastanie – kolega Staszka Kuli
- 1985: Rajska jabłoń – mężczyzna wynajmujący mieszkanie od Kwity (nie został wymieniony w czołówce)
- 1985: Oko proroka, czyli Hanusz Bystry i jego przygody – podkomendny podstarościego (odc. 3)
- 1981: Najdłuższa wojna nowoczesnej Europy – Artur Blum (odc. 4)
- 1977: Wesołych świąt – chłopak z szampanem (nie został wymieniony w czołówce)

### Dubbing
- 2016: Wojownicze żółwie ninja: Wyjście z cienia – Splinter
- 2015: Wiedźmin 3: Dziki Gon – Myszowór
- 2014: Hobbit: Bitwa Pięciu Armii – Óin
- 2014: Noe: Wybrany przez Boga – Matuzalem
- 2013: Hobbit: Pustkowie Smauga – Óin
- 2012: Hobbit: Niezwykła podróż – Óin
- 2012: Galactik Football – Brim Balarius
- 2011: G.I. Joe: Renegaci –
  - Hidalgo (odc. 1),
  - Zartan (odc. 4, 14),
  - Swami Vipra (odc. 13)
- 2010: Dom baśni
- 2010: Noddy w Krainie Zabawek – Pan Bańka-Wstańka
- 2010: Rajdek – mała wyścigówka
- 2012: Kudłaty zaprzęg – Talon
- 2009: Mysz aniołek – Pani Słoniowa
- 2005: Jan Paweł II: Nie lękajcie się – Wojciech Jaruzelski
- 2005: Tom i Jerry: Misja na Marsa
- 2005: Transformerzy: Cybertron – Thundercracker
- 2004: Król lew 3: Hakuna matata – Hiena Banzai
- 2004–2006: Liga Sprawiedliwych bez granic (Justice League Unlimited)
- 2004: Transformerzy: Wojna o Energon – Shockblast, Sixshot
- 2003: Liga najgłupszych dżentelmenów
- 2003: Atlantyda: Powrót Milo – Chakashi
- 2003: Sindbad: Legenda siedmiu mórz
- 2002: Tristan i Izolda – Morholt
- 2002–2005: Co nowego u Scooby’ego?
- 2002: Złap mnie, jeśli potrafisz
- 2001: Noddy – Pan Bańka-Wstańka
- 2000–2002: Owca w Wielkim Mieście –
  - Generał Równoległy – Ojciec Szeregowego Równoległego (20)
  - Harold „H” (21)
  - Major Destruktor (24)
- 1999–2006: Mroczne przygody Billy’ego i Mandy – Lord Ból (odc. Dom bulu), komentator (odc. I ty możesz zostać karłem), różne postacie epizodyczne w serii 3
- 1999–2002: Chojrak – tchórzliwy pies –
  - Boski Gąsior (III seria)
  - Piaskowy dziadek
  - Paluch (IV seria)
  - Weterynarz Teenytodd
- 1999: O największej kłótni w Czternaście bajek z Królestwa Lailonii Leszka Kołakowskiego – Aho
- 1999: Jak Gyom został starszym panem w Czternaście bajek z Królestwa Lailonii Leszka Kołakowskiego – Policjant
- 1999: O zabawkach dla dzieci w Czternaście bajek z Królestwa Lailonii Leszka Kołakowskiego – Pigu
- 1997–1999: Jam Łasica
- 1997–1998: Traszka Neda
- 1997: Pożyczalscy
- 1995–1998: Pinky i Mózg
- 1995–1997: Maska –
  - Tata,
  - Bob,
  - Baxter Simon,
  - Rod
- 1995: 101 Dalmatyńczyków – Baryła
- 1994–1998: Spider-Man (nowa wersja dubbingowana) –
  - Tombstone
  - różne głosy
- 1994: Asterix podbija Amerykę – Cesarski doradca 2
- 1994: Hrabia Kaczula (stara wersja dubbingowana) – Niania
- 1994: Król lew – Banzai
- 1994: Bodzio – mały helikopter
- 1993–1994: Droopy, superdetektyw – Szajbek
- 1993: Podróż do serca świata
- 1992: Noddy –
  - Pan Tubby,
  - Pan Bańka-Wstańka,
  - Pan Straw
- 1992–1998: Batman
- 1992: Nowe podróże Guliwera
- 1991–1997: Rupert
- 1991–1993: Dzielny Agent Kaczor – Szafranek
- 1991: Rover Dangerfield – Cal
- 1991: Traszka Neda
- 1990: Bernard i Bianka w krainie kangurów – McLeach
- 1990: Piotruś Pan i piraci – Smee
- 1988: Złych czterech i pies Huckleberry – Wódz
- 1987: Miś Yogi i czarodziejski lot Świerkową Gęsią – Daddy
- 1987–1990: Kacze opowieści (stara wersja dubbingowana) –
  - hrabia Roy, książę Montegima (10),
  - sekretarz McKwacza (17),
  - jeden z Babutasów (21),
  - Hyzio, Dyzio i Zyzio w przyszłości (23),
  - licytator (25),
  - Mallard, kapitan statku „Kaczy Fart” (31),
  - Sknerus McKwacz w młodości (38),
  - bezimienny członek Klubu Odkrywców (45),
  - Król Artek (48),
  - trener Turlaków (54),
  - reżyser Ervin Mallard, pasażer aeropływaka (65),
  - udzielenie głosu w nowym dubbingu
- 1984–1987: Łebski Harry
- 1981–1989: Smerfy – Baltazar w nowej wersji dubbingowej sezonów 1. – 4.
- 1980: Pierwsza wigilia Misia Yogi – Daddy
- 1978: Władca Pierścieni – Saruman
- 1974: Hong Kong Phooey – McMazgaj (16)
- 1972: Arka Yogiego – Doggy Daddy
- 1965: Pinokio w kosmosie
- 1961: Kocia Ferajna
- 1960: Flintstonowie – m.in. Joe